# Hitzekugel

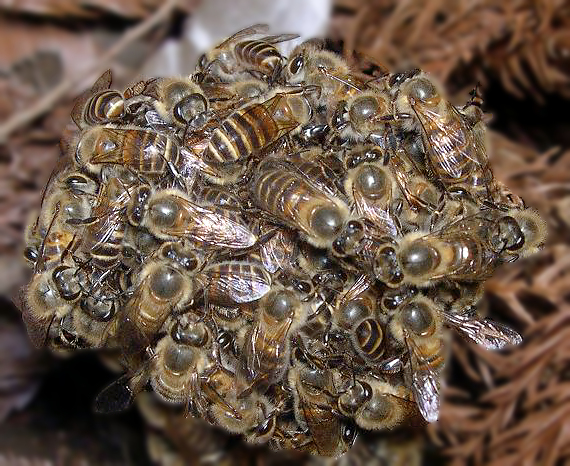
Hitzekugel der Japanischen Honigbiene (Apis cerana japonica) gegen Hornissen

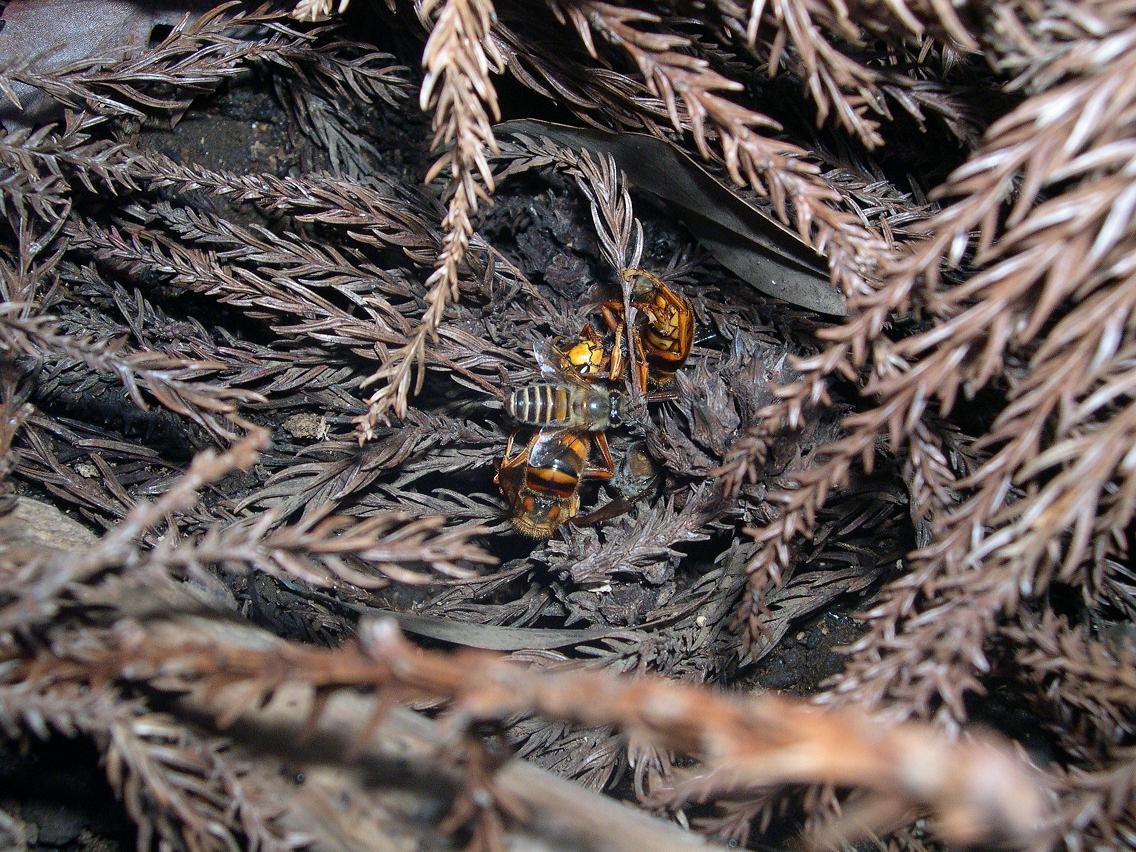
Das Ergebnis: zwei getötete Hornissen der Art Vespa simillima

Die Hitzekugel ist eine Verteidigungsstrategie von in Asien lebenden Honigbienen, bei der sie ihre Körpertemperatur erhöhen, um in ihr Nest eindringende Hornissen, beispielsweise der Arten Asiatische Riesenhornisse oder Vespa simillima, zu bekämpfen. Diese Taktik wird von bestimmten Bienenarten, wie beispielsweise der Östlichen Honigbiene mitsamt ihrer Unterart, der Japanischen Honigbiene angewendet, um ihr Volk zu schützen.

## Funktionsweise
Entdecken Japanische Honigbienen eine Hornissenspäherin, so signalisieren sie mit einem Zittern ihres Hinterleibs, dass ein Gegenangriff eingeleitet werden soll. Mehrere hundert Bienen stürzen sich daraufhin blitzartig auf die Hornisse und lassen ihre Flugmuskulatur vibrieren, um durch Muskelaktivität ihre Körpertemperatur zu erhöhen. Im ballförmigen Schwarm um die Hornisse bildet sich eine Hitzekugel mit einer inneren Temperatur von über 45 °C. Die Hornisse stirbt, während die Bienen bedingt durch einen anderen Stoffwechsel kurzzeitig Temperaturen bis zu 50 °C ertragen können. Wahrscheinlich trägt auch die erhöhte CO2-Konzentration in der Hitzekugel zum Tod der Hornissen durch Ersticken bei.